# NGC 1684
NGC 1684 (другие обозначения — MCG −1-13-31, IRAS04500-0311, PGC 16219) — эллиптическая галактика (E) в созвездии Ориона. Открыта Уильямом Гершелем в 1786 году. Описание Дрейера: «довольно тусклый, довольно маленький объект круглой формы, более яркий в середине, в позиционном угле 225° расположена звезда 9-й величины». Галактика удаляется от Млечного Пути со скоростью 4425 км/с, и, возможно, образует группу с NGC 1681, NGC 1682 и NGC 1683.
В галактике наблюдаются два пика яркости в центре, что может говорить о том, что галактика является двойной. Скорость вращения галактики составляет около 110 км/с, дисперсия скоростей в этой паре составляет 300 км/с. Темп звездообразования в галактике составляет 0,34 M⊙/год, масса молекулярного водорода в ней составляет 1,6⋅109 M⊙. Абсолютная звёздная величина в полосе K составляет −25,3m.
Этот объект входит в число перечисленных в оригинальной редакции «Нового общего каталога».